# 帕拉·丹增朗杰
帕拉·丹增朗杰（藏語：བསྟན་འཛིན་རྣམ་རྒྱལ་，威利转写：bstan 'dzin rnam rgyal，？—1801年后）藏族，西藏江孜人，西藏贵族，噶厦噶伦。

## 生平
帕拉·丹增朗杰是帕拉家族成员。1783年帕拉·丹增朗杰任玛康的衮巴。1791年2月，成为前藏的代本，随后陪桑珠颇章公从拉孜和沙海河赴协噶尔宗（今定日县）。两人分别之后，丹增朗杰率500人到松朵和代本米珠多吉会合。同年10月25日，丹增朗杰在定结与廓尔喀人初战得胜，杀敌50人，己方损失6人。11月5日，再与廓尔喀人相遇，次日在日窝地区俘虏11名敌军。1792年3月，从定结被召到聂拉木，7月从廓尔喀人手中接回被扣留的噶伦噶锡·丹增班觉。在同廓尔喀人的战斗中，帕拉·丹增朗杰作为唯一显示军事才干的官员，受清朝朝廷和西藏噶厦的嘉奖。1793年4月，作为新任噶伦，负责平息工布地区叛乱。1794年，受清朝驻藏大臣和琳委派，与汉官张志林一同划定与东尼泊尔、锡金、不丹接壤的西藏南部边界。丹增朗杰官至噶伦，成为帕拉家族兴旺的起点，后来帕拉家族高官辈出，仅任要职并参与重大政治事件者便有八人。
像许多贵族家族一样，丹增朗杰也拓展了自家土地及庄园。约在1780年代，丹增朗杰将主要封地迁至江孜城东的江嘎，并且建了一座规模很大的庄园“岗居苏康”。在清朝第二次对廓尔喀人的战争中，“岗居苏康”被征用为清军将领福康安的行辕。西藏噶厦乃用江嘎的另外两个庄园交换了“岗居苏康”。所有这些建筑都在1904年毁于江孜抗英战争。